# 転置行列
転置行列（てんちぎょうれつ、英: transpose [of a matrix], transposed matrix）とは、m 行 n 列の行列 A に対して A の (i, j) 要素と (j, i) 要素を入れ替えてできる n 行 m 列の行列のことである。転置行列は tA, AT, A⊤, Atr, A′ などと示される。行列の転置行列を与える操作のことを転置（てんち、英: transpose）といい、「A を転置する」などと表現する。
特に正方行列に対しては、転置行列は各成分を対角成分で折り返した行列になる。

## 定義
m × n行列
{\displaystyle A={\begin{bmatrix}a_{1,1}&\cdots &a_{1,n}\\\vdots &\ddots &\vdots \\a_{m,1}&\cdots &a_{m,n}\end{bmatrix}}}
の転置行列 tA は
{\displaystyle {}^{t}A={\begin{bmatrix}a_{1,1}&\cdots &a_{m,1}\\\vdots &\ddots &\vdots \\a_{1,n}&\cdots &a_{m,n}\end{bmatrix}}}
で定義される。このとき tA は n × m行列である。

## 性質
A, B は行列、k, l はスカラーとして各演算が定義できる限りにおいて以下のことが成り立つ。
- 転置の転置は元の行列を与える[1]（対合性）：t tA = A
- 和の転置は転置の和を与える[1]（加法性）：t(A + B) = tA + tB
- 行列のスカラー倍の転置は転置行列のスカラー倍を与える[1]（斉次性）：t(kA) = k tA
  - 斉次性および加法性から線型性が成り立つ：t(kA + lB) = k tA + l tB
- 積の転置は積の左右を入れ替えた転置の積を与える[1]：t(AB) = tB tA

正方行列の性質
- 逆行列の転置は転置の逆行列を与える[2]：t(A−1) = (tA)−1
- n 次正方行列 A の跡を tr A で表すと tr A = tr tA
- n 次正方行列 A の行列式を det A で表すと det A = det tA[3]
- n 次実正方行列 A, n 次ベクトル x, y に対して、標準内積を ⟨·, ·⟩ で表すと、⟨Ax, y⟩ = ⟨x, tAy⟩

## 転置行列により定義される行列
転置により定義される特別な行列として以下がある。
- 対称行列：転置が元の行列と等しい (tA = A）
- 反対称行列：転置が元の行列に −1 をかけたものになる（tA = −A)
- 直交行列：転置が元の行列の逆行列になる（tA = A−1)

これらの行列はそれぞれ随伴行列（行列のエルミート共役）に対するエルミート行列、歪エルミート行列、ユニタリ行列に相当する。

## 線形写像との関係
m × n 行列 A を n 次元ベクトル空間 V から m 次元ベクトル空間 W への線形写像 f : V → W とみなすとき、A の転置行列 tA には f の転置写像 tf が対応する。これは W の双対空間 W* から V の双対空間 V* への線形写像 tf : W* → V* で、y* ∈ W* に対して
{\displaystyle {}^{t}f=y^{*}\circ f}
によって定義される。この定義は y ∈ W と y* ∈ W* の自然なペアリングを y*(y) = ⟨y, y*⟩ と表記すれば、x ∈ V に対して
{\displaystyle \langle f(x),y^{*}\rangle =\langle x,{}^{t}f(y^{*})\rangle }
という関係式によって書き直すこともできる。